# César da Cruz

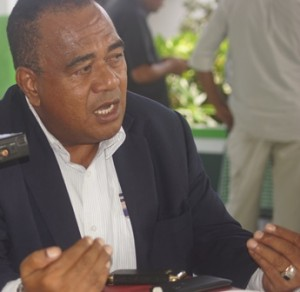
César da Cruz

Cesar José da Cruz ist ein osttimoresischer Politiker und Beamter.

## Werdegang
Cruz war zuvor Generaldirektor für Landwirtschaft, Fischerei und Forstwirtschaft, als er in der I. Regierung Osttimors von Premierminister Marí Bin Amude Alkatiri am 26. Juli 2005 zum neugeschaffenen Staatssekretär für die Region IV (Bobonaro, Cova Lima, Liquiçá) ernannt wurde. Mit Antritt der II. Regierung unter José Ramos-Horta musste Cruz sein Amt an Lino de Jesus Torrezão abgeben.
Am 5. November 2015 wurde Cruz Generalsekretär des Landwirtschafts- und Fischereiministeriums.